# Salamonia (Indiana)
Salamonia es un pueblo ubicado en el condado de Jay en el estado estadounidense de Indiana. En el Censo de 2010 tenía una población de 157 habitantes y una densidad poblacional de 165,62 personas por km².

## Geografía
Salamonia se encuentra ubicado en las coordenadas 40°22′54″N 84°51′57″O / 40.38167, -84.86583. Según la Oficina del Censo de los Estados Unidos, Salamonia tiene una superficie total de 0.95 km², de la cual 0.95 km² corresponden a tierra firme y (0%) 0 km² es agua.

## Demografía
Según el censo de 2010, había 157 personas residiendo en Salamonia. La densidad de población era de 165,62 hab./km². De los 157 habitantes, Salamonia estaba compuesto por el 98.73% blancos, el 0% eran afroamericanos, el 0.64% eran amerindios, el 0% eran asiáticos, el 0% eran isleños del Pacífico, el 0% eran de otras razas y el 0.64% pertenecían a dos o más razas. Del total de la población el 0.64% eran hispanos o latinos de cualquier raza.